# Amonardia perturbata
Amonardia perturbata är en kräftdjursart som beskrevs av Lang 1965. Amonardia perturbata ingår i släktet Amonardia och familjen Miraciidae. Inga underarter finns listade i Catalogue of Life.